# Chloridolum thalassinum
Chloridolum thalassinum är en skalbaggsart som först beskrevs av Thomson 1865.  Chloridolum thalassinum ingår i släktet Chloridolum och familjen långhorningar.
Artens utbredningsområde är Filippinerna. Inga underarter finns listade i Catalogue of Life.